# 503-as busz
Az 503-as busz a budapesti agglomerációban közlekedő helyközi járat, Jászberény és Szentmártonkáta között közlekedik Jászfelsőszentgyörgy és Szentlőrinckáta érintésével. 2016. október 2-áig 2337-es (4675-ös) jelzéssel közlekedett.

## Megállóhelyei
| 0  | Jászberény, autóbusz-állomás végállomás             | 28 | 1, 2, 2A, 3, 5, 6, 6A, 7, 8, 8A, 8Y, 9, 18 498, 499, 523, 3667, 3668, 3669 1070, 1075, 1076, 1077, 1078, 1348, 1362, 1376 |
| 1  | Jászberény, általános iskola                        | 27 | 3, 4, 6, 6A, 7, 9, 17, 18 498, 499                                                                                        |
| 2  | Jászberény, vasútállomás                            | 26 | 2, 3, 4, 6, 6A, 7, 9, 17, 18 498, 499 1070, 1075 S820 expresszvonat                                                       |
| 3  | Jászberény, TESCO áruház                            | 25 | 1, 5, 7, 8, 8Y, 9, 17, 18 499, 523 1070, 1075                                                                             |
| 4  | Jászberény, Ipartelep út                            | 24 | 1, 5, 7, 8, 8Y, 9, 17, 18 499, 523 1070, 1075                                                                             |
| 5  | Jászberény, Electrolux elágazás                     | 23 | 1, 5, 7, 8, 8Y, 9, 17, 18 498, 499 1070, 1075                                                                             |
| 6  | Jászberény, Electrolux*                             | 22 | 1, 5, 7, 8, 8Y, 9, 17, 18 499, 523                                                                                        |
| 7  | Jászberény, Electrolux elágazás*                    | 21 | 1, 5, 7, 8, 8Y, 9, 17, 18 498, 499 1070, 1075                                                                             |
| 8  | Nagykátai útelágazás                                | 20 | 498, 499 |
| 9  | 9-es km kő                                          | 19 | |
| 10 | Régi Pesti út                                       | 18 | 1070, 1075 |
| 11 | Kerekudvar, bejárati út                             | 17 | 1070, 1075 |
| 12 | Hármastanya                                         | 16 | 1070, 1075 |
| 13 | Jászfelsőszentgyörgy, gépjavító                     | 15 | 1070, 1075 |
| 14 | Jászfelsőszentgyörgy, községháza végállomás         | 14 | 1070, 1075 |
| 15 | Jászfelsőszentgyörgy, Vásártér                      | 13 | 1070, 1075 |
| 16 | Szentlőrinckáta, bejárati út                        | 12 | 486, 487, 502 1070, 1075                                                                                                  |
| 17 | Szentlőrinckáta, Virág utca                         | 11 | 486, 487, 502 |
| 18 | Szentlőrinckáta, posta                              | 10 | 486, 487, 502 |
| 19 | Szentlőrinckáta, autóbusz-forduló végállomás        | 9  | 486, 487, 502 |
| 20 | Szentlőrinckáta, posta*                             | 8  | 486, 487, 502 |
| 21 | Szentlőrinckáta, Virág utca*                        | 7  | 486, 487, 502 |
| 22 | Szentlőrinckáta, bejárati út*                       | 6  | 486, 487, 502 1070, 1075                                                                                                  |
| 23 | Szentmártonkáta, Kátai Állami Gazdaság bejárati út* | 5  | 502 1070, 1075 |
| 24 | Szentmártonkáta, Állami Gazdaság*                   | 4  | 502 1070, 1075 |
| 25 | Szentmártonkáta, Kátai Állami Gazdaság bejárati út* | 3  | 502 1070, 1075 |
| 26 | Szentmártonkáta, templom*                           | 2  | 491, 501, 502 1070, 1075                                                                                                  |
| 27 | Szentmártonkáta, vasútállomás elágazás*             | 1  | 1070, 1075 |
| 28 | Szentmártonkáta, vasútállomás* végállomás           | 0  | 501 S60 G60 Z60 |

*Ezeket a megállókat csak néhány járat érinti.